# Александровка (Благовіщенський район, Алтайський край)
Алекса́ндровка (рос. Александровка) — селище у складі Благовіщенського району Алтайського краю, Росія. Входить до складу Алексієвської сільської ради.

## Населення
Населення — 70 осіб (2010; 100 у 2002).
Національний склад (станом на 2002 рік):
- росіяни — 97 %